# Stülpschalung

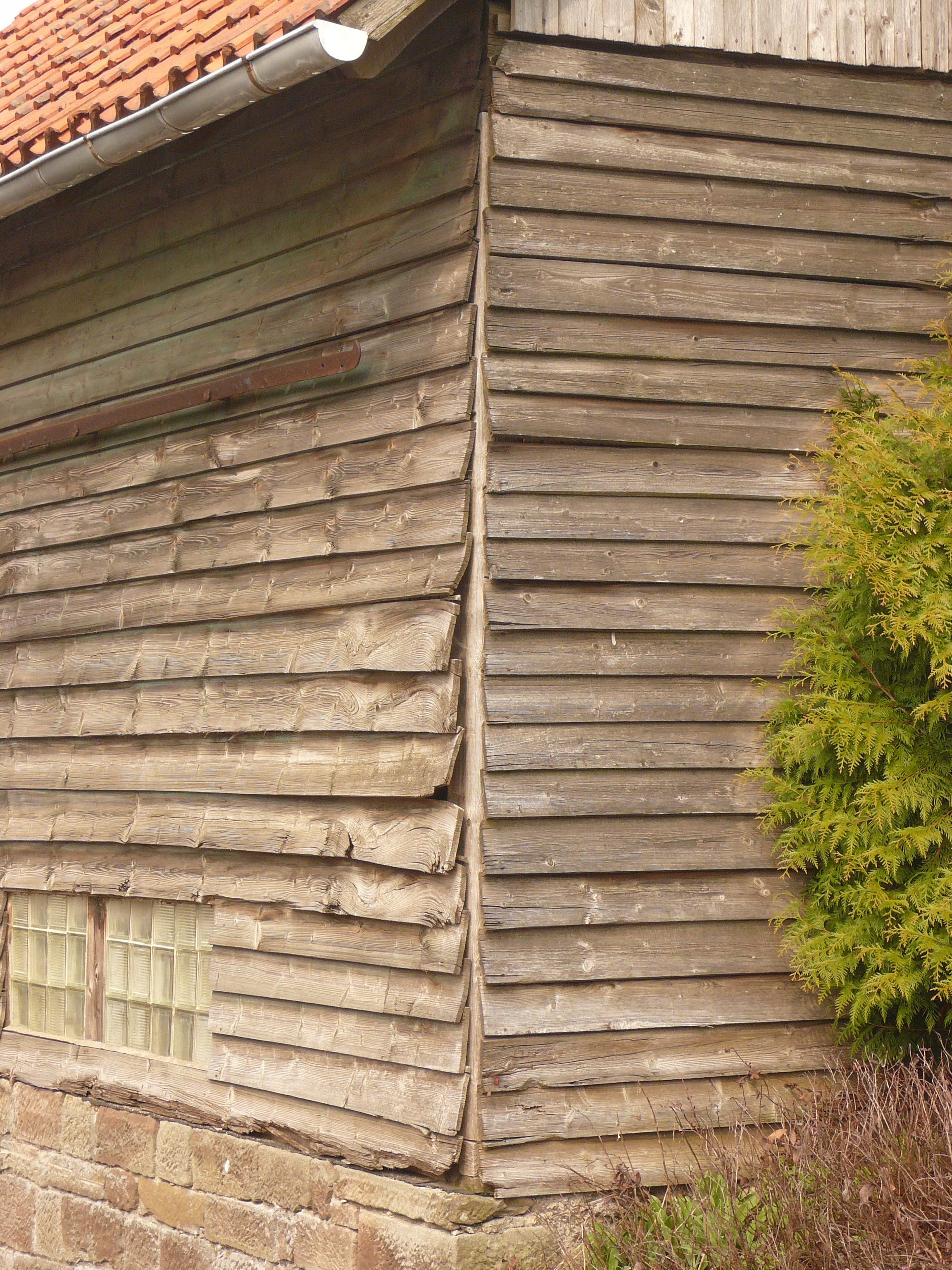
Stülpschalung an einem Schuppen

Die Stülpschalung ist eine waagerecht angebrachte Holzverschalung, bei der das jeweils obere Brett das unter ihm liegende wenige Zentimeter überdeckt, so dass der Regen nicht zwischen die Bretter einlaufen kann. Diese Art konstruktiver Holzschutz wird hauptsächlich an Holzfassaden angebracht zum Schutz vor Witterungseinflüssen. Oft sind die Bretter so gesägt, dass sich im Profil eine Wassernase ergibt, wodurch das ablaufende Wasser nicht zur Berührungsfläche laufen und ggf. per Kapillarwirkung eindringen kann.
Neuere Stülpschalungen bestehen meist aus keilförmigen Nut-und-Feder-Brettern. Diese Art wird auch Keilspundschalung genannt. Dabei besitzt der verdickte untere Teil meist eine Nut, in welche das flache obere Ende eingeschoben werden kann. Dadurch liegen die Schalbretter vollflächig an der Unterkonstruktion an und lassen sich einfach befestigen. Es entsteht eine sehr homogene Ansicht. Das Werfen der Bretter wird durch die Nut-und-Feder-Verbindung weitgehend verhindert und die Schalung ist relativ winddicht.
Wenn der Schutz vor Flugschnee und treibendem Regen auf andere Weise gewährleistet wird, können statt überlappender Schalbretter Rhombenleisten verwendet werden, die zur Abführung des auftreffenden Niederschlags an Ober- und Unterseite nach außen abgeschrägt sind. Diese werden im Allgemeinen mit Abstand montiert, um den Eindruck einer Lamellen-Fassade zu erreichen. Dahinter kann etwa eine schwarz gefärbte Unterspannbahn für ein gleichmäßiges Fugenbild und Winddichtigkeit sorgen.

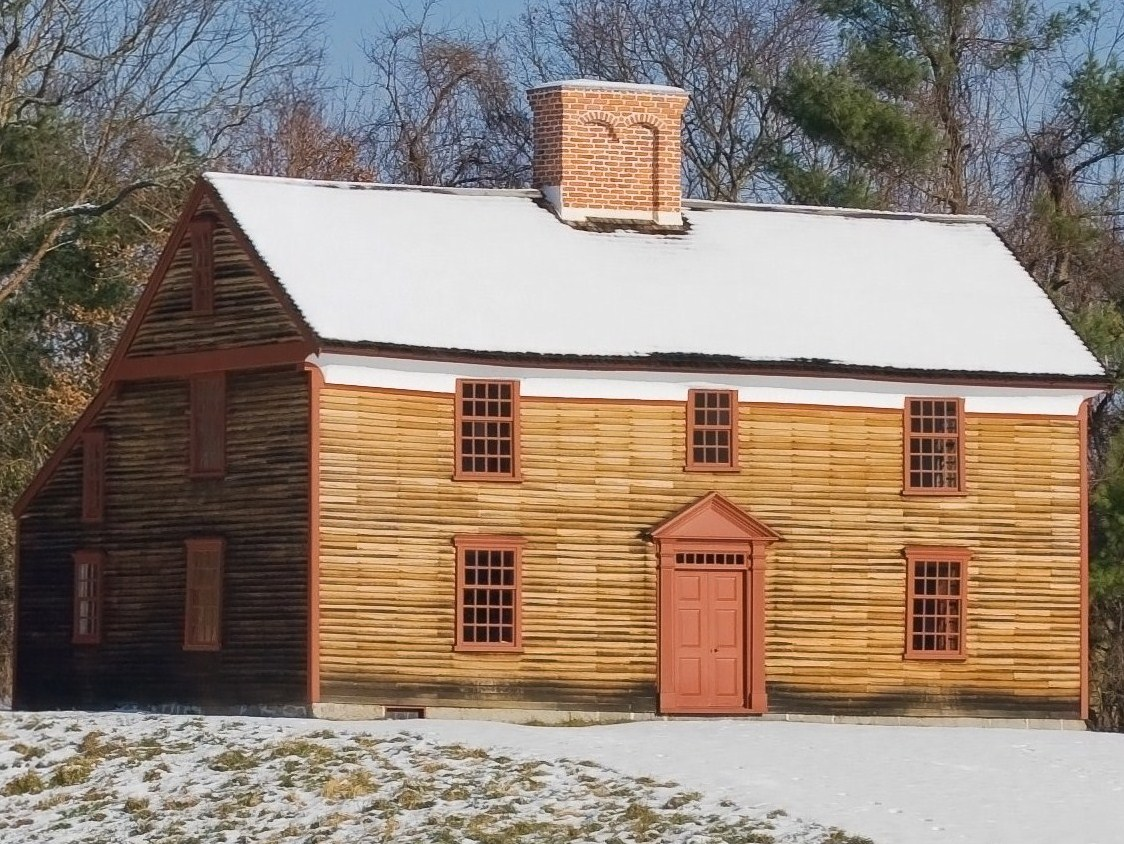
Das Captain William Smith House im Minute Man National Historical Park, ein restauriertes Holzhaus im Saltbox-Stil mit ungestrichener Stülpschalung
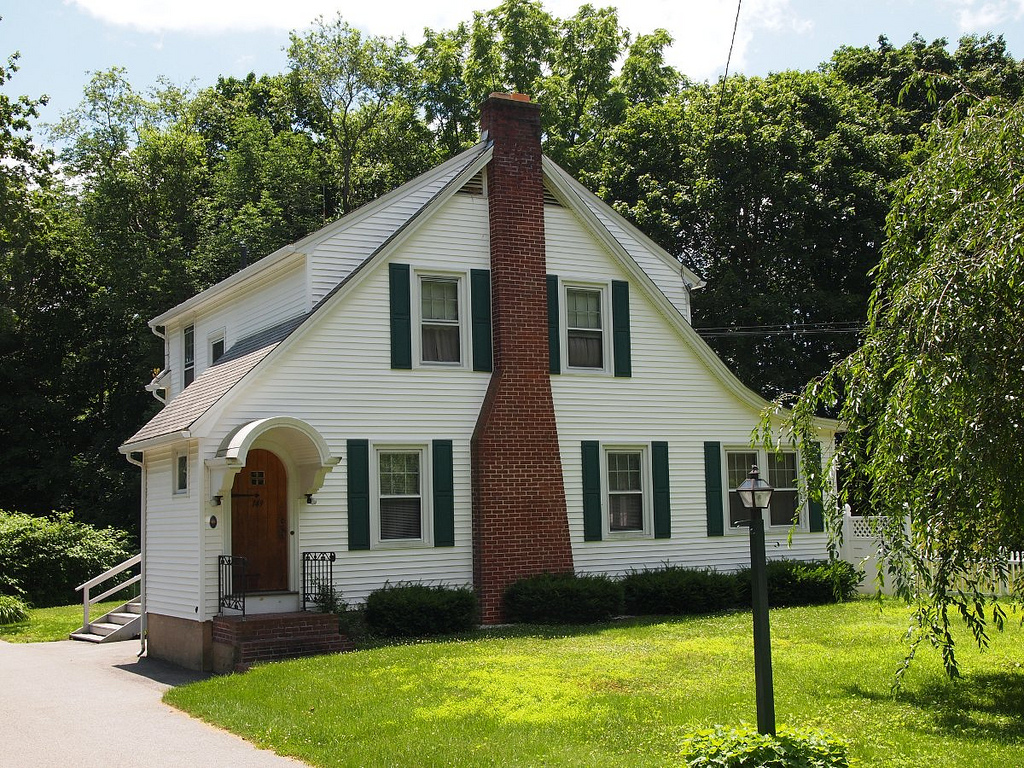
Ein Gebäude im Dutch Colonial Revival-Stil mit Stülpschalung in New London, Connecticut
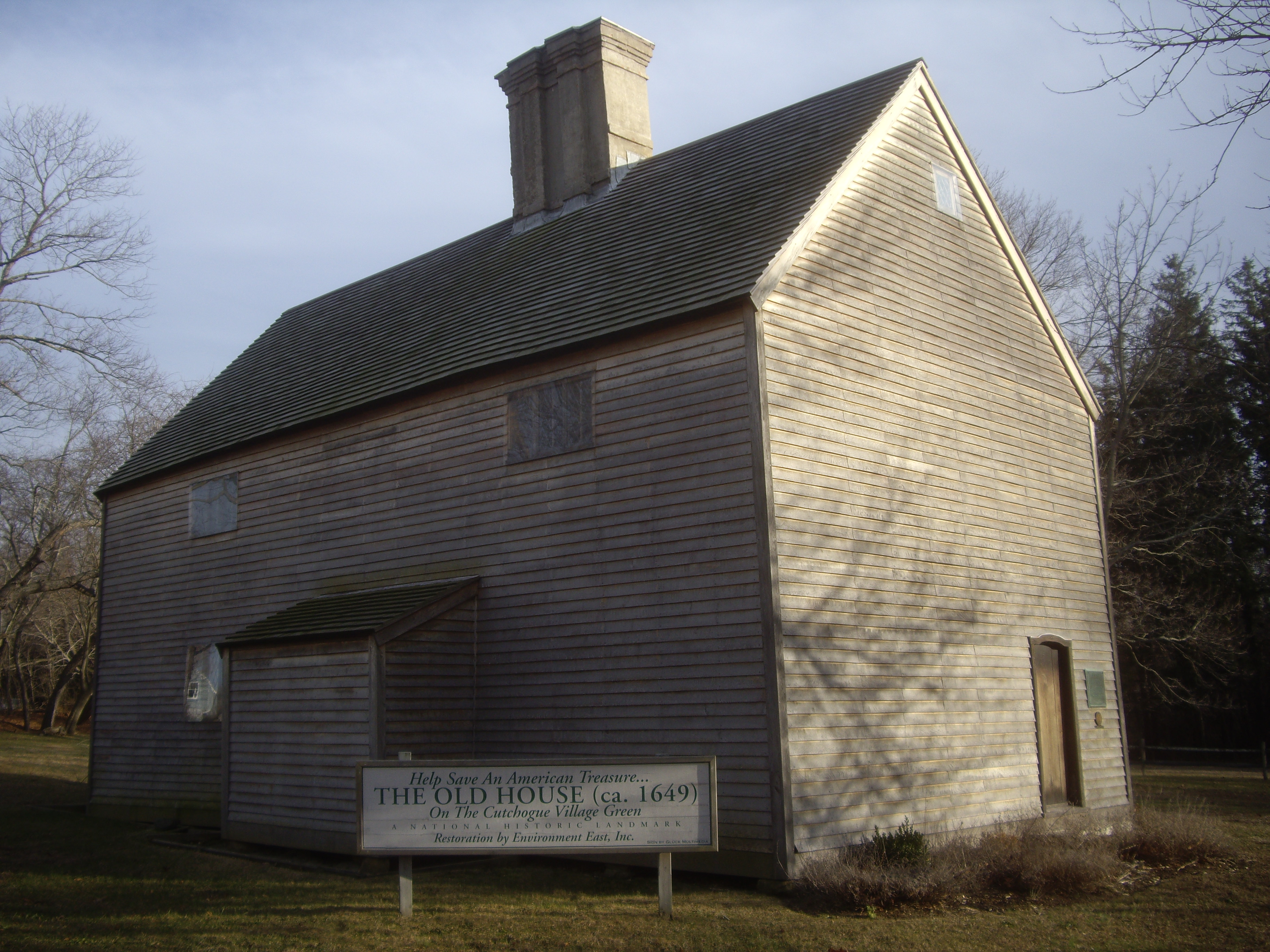
'The old house', eines der ältesten erhaltenen englischen Wohnhäuser in den USA, 1699, Cutchogue, Long Island